# Blockbuster (televíziós sorozat)
A Blockbuster 2022-es amerikai vígjátéksorozat, amelyet Vanessa Ramos alkotott. A főbb szerepekben Randall Park, Melissa Fumero, Olga Merediz, Tyler Alvarez és Madeleine Arthur látható.
Amerikában és Magyarországon 2022. november 3-án mutatta be a Netflix.
2022 decemberében egy évad után törölték a sorozatot.

## Ismertető
Timmy miután a főnöke értesíti, hogy a vállalat megszűnik, felkészíti a boltját, mint a világ utolsó Blockbuster bolt. Eliza és Percy segítségével Timmy összehoz egy utcabált a bevásárlóközpontban, ahol a bolt található. Miután egy tűzijáték hibájából felrobban egy léggömb, az üzlet online figyelmet kap, amikor Carlos, a bolt egyik alkalmazottja videóra veszi az esetet. Eközben Percy és Carlos meggyőzik Timmyt, hogy vallja be az érzéseit Elizának, akibe a középiskola óta belezúgott.

## Szereplők

### Főszereplők
| Szereplők      | Színész          | Magyar hang    | Leírás |
| -------------- | ---------------- | -------------- | --- |
| Timmy Yoon     | Randall Park     | Láng Balázs    | Atz utolsó működő Blockbuster üzlet vezetője. Álmodozó és a filmek szerelmese.                                                     |
| Eliza Walker   | Melissa Fumero   | Németh Borbála | Timmy régi szerelme és a bolt alkalmazottja, aki azért dolgozik, hogy megengedhesse magának a lakását, miután elváltak a férjével. |
| Olga Merediz   | Connie Serrano   | Zsurzs Kati    | A Blockbuster idősebb alkalmazottja.                                                                                               |
| Carlos Herrera | Tyler Alvarez    | Csiby Gergely  | Az üzlet fiatal alkalmazottja, aki arról álmodik, hogy Quentin Tarantinohoz hasonlóan rendező lesz.                                |
| Hannah Hadman  | Madeleine Arthur | Kereki Anna    | Az üzlet fiatal alkalmazottja, aki egyben Carlos barátja is.                                                                       |

### Mellékszereplők
| Szereplők    | Színész             | Magyar hang          | Leírás                                                                                     |
| ------------ | ------------------- | -------------------- | ------------------------------------------------------------------------------------------ |
| Percy Scott  | J. B. Smoove        | Csík Csaba Krisztián | Timmy legjobb barátja és annak a bevásárlóközpontnak a tulajdonosa, ahol a bolt található. |
| Kayla Scott  | Kamaia Fairburn     | Csifó Dorina         | Percy lánya, aki a boltban dolgozik.                                                       |
| Aaron Walker | Leonard Robinson    | Pál Tamás            | Eliza férje.                                                                               |
| Rene         | Keegan Connor Tracy | Bozó Andrea          | Timmy szerelme.                                                                            |

### Magyar változat
- Magyar szöveg: Dame Nikolett
- Felvevő hangmérnök: Lang András
- Hangmérnök és vágó: Schmidt Zoltán
- Gyártásvezető: Masoll Ildikó
- Szinkronrendező: Bárány Emese
- Produkciós vezető: Fekete Márk

A szinkront a Direct Dub Studios készítette.

## Epizódok
| Sor. | Év. | Cím                                   | Rendező             | Író                              | Premier           |
| ---- | --- | ------------------------------------- | ------------------- | -------------------------------- | ----------------- |
| 1.   | 1.  | Bevezető (Pilot)                      | Payman Benz         | Vanessa Ramos                    | 2022. november 3. |
| 2.   | 2.  | Blockbuster-apuka (Blockbuster Daddy) | Payman Benz         | Rachel Pegram                    | 2022. november 3. |
| 3.   | 3.  | Evan és Trevin (Evan and Trevin)      | Aleysa Young        | Francisco Cabrera-Feo            | 2022. november 3. |
| 4.   | 4.  | Szorgoskák (The Itsy Bizzies)         | Aleysa Young        | Brandon James Childs             | 2022. november 3. |
| 5.   | 5.  | Férjek gyöngye (King of Queens)       | Katie Locke O'Brien | Jackie Clarke és Tristan Bailey  | 2022. november 3. |
| 6.   | 6.  | Szülői kontroll (Parental Control)    | Payman Benz         | Bridger Winegar és Elizabeth Kim | 2022. november 3. |
| 7.   | 7.  | Kebelbarát angyalok (Intimate Angels) | Katie Locke O'Brien | Vanessa Ramos és Mary Nguyen     | 2022. november 3. |
| 8.   | 8.  | Mosolynap (Special Guy Day)           | Payman Benz         | Jackie Clarke és Tristan Bailey  | 2022. november 3. |
| 9.   | 9.  | Gyűszű (Thimble)                      | Jackie Clarke       | Bridger Winegar és Elizabeth Kim | 2022. november 3. |
| 10.  | 10. | Sz*rvihar (Sh*t Storm)                | Jackie Clarke       | Vanessa Ramos és Mary Nguyen     | 2022. november 3. |

## A sorozat készítése
A sorozatot eredetileg az NBC vezetőinek ajánlották fel, de ők nem voltak érdekeltek abban, hogy zöld utat adjanak a sorozatnak. A Universal Television elkezdte más csatornáknak eladni a sorozatot, végül a Netflix vette meg. Randall Park kapta meg a főszerepet.  A Netflix már korábban megszerezte az 1091 Pictures 2020-as The Last Blockbuster című dokumentumfilmjének streaming jogait.
A Netflix hivatalosan 2021. november 17-én jelentette be a sorozatot. A sorozatot Vanessa Ramos készítette. A sorozat bejelentésével egy időben megerősítették, hogy a sorozat producere a Davis Entertainment és a Universal Television lesz. Azt is bejelentették, hogy David Caspe és Jackie Clarke íróként dolgozik majd a sorozaton, John Davis pedig vezető producerként fog tevékenykedni. 2022 februárjában a Deadline Hollywood arról számolt be, hogy Payman Benz fogja rendezni a sorozat négy epizódját, köztük a bevezető részt. Ezen kívül Aleysa Young és Katie Locke O'Brien is rendezte a sorozatot Benz mellett.

### Forgatás
A forgatás 2022 áprilisában kezdődött Vancouverben és 2022. május 4-én fejeződött be.